# Tifón (cómic)
Tifón es un personaje ficticio, un supervillano en el Universo Marvel, comúnmente asociado con el héroe Hércules. Se basa en el legendario monstruo del mismo nombre.

## Biografía del personaje ficticio
Tifón es el hijo humanoide gigante de Tartarus (deidad primordial) y Gaia y el hermano de Delphyne. Más tarde se acopló con Echidna y fue padre de muchos de los monstruos de la mitología griega. En los días de la antigua Grecia, Typhon intentó sin éxito destruir a los Dioses Olímpicos y fue enterrado vivo bajo el volcán siciliano Monte Etna por Zeus. Intención de vengarse, Tifón luchó contra Zeus y logró encarcelarlo. Zeus fue rescatado por su hijo  Hermes y derrotando y exiliando a Tifón. Desde entonces, Tifón ha sido encarcelado en la sección del inframundo olímpico Hades, que se llama Tartarus, donde se castiga a los malvados.
En los tiempos modernos, Typhon había observado las acciones de Hércules en la Tierra. Typhon había escapado de alguna manera e invadió el monte Olimpo. Viajando al Templo de la Llama Prometeica, usó su hacha para destruir la llama que enviaba a los Olímpicos a la Tierra de las Sombras cuando el poder de la Llama Prometiana se enviaba al hacha del Tifón. Cuando Hércules llegó al monte Olimpo para buscar a su padre, se encontró con Tifón, quien reveló el destino de su padre. Los dos lucharon con Tifón enviando a Tartarus después de Hércules. Después de que Hércules mató a Tartarus, Tifón echó a Hércules a la Tierra de las Sombras y se dispuso a conquistar la Tierra.
Al llegar, Tifón divisó un barco de la Tierra y lo atacó. Esto terminó atrayendo a los Vengadores cuando Hércules regresó con la ayuda de Zeus como semidioses, el hechizo no era tan potente y se unió a la batalla. Después de que Hércules derrotó a Tifón y lo desarmó de su hacha, Zeus arrojó a Tifón al Inframundo para que lo pusiera bajo el cuidado de Plutón, mientras que Hércules volvió a encender la Llama Promethean.
Atrapado en el inframundo, Tifón encontró un aliado en Cylla, una bruja que decía ser el antiguo oráculo de Delfos. Cylla se sintió atraída por Tifón, pero descubrió que no le interesaba el romance. Ella liberó a Tifón del inframundo y lo llevó al templo de Prometeo para recuperar su hacha. El dolor de él al llegar a las Llamas Prometeicas y sus gritos llamó la atención de los guardianes del templo, Kratos y Bia. Tifón los derrotó y descubrió que su hacha había sido quemada hasta su carne. Enfurecido por esto, lo estrelló contra el suelo lo que causó una ruptura a la Tierra. Él y Cylla llegaron al condado de Marin, California, y el calor de su viaje inició un incendio. Hércules estaba conduciendo en ese momento y Tifón lo observó mientras apagaba el fuego. Cylla le dijo a Tifón que la sangre de su enemigo puede liberar el hacha de su mano. Tifón y Cylla atacaron a Hércules, pero su odio evitó que Cylla terminara con él. Tifón empujó a Cylla a un lado y luchó contra Hércules. Después de una lucha, Tifón cedió después de recibir otra paliza. Una gota de sangre de un corte en su frente tocó su mano, liberando el hacha de su mano, aprendiendo que él era su peor enemigo. Zeus luego arrojó a Tifón y Cylla de vuelta al inframundo.
Tifón más tarde hizo un trato con Plutón, donde traería a Hércules al Inframundo a cambio de su libertad. Tifón apareció en la Mansión de los Vengadores donde embosca a Iron Man y Bestia. Tifón tomó a Bestia como rehén y amenazó con matarlo si Hércules no es convocado. Hércules se acercó con los miembros de Los Campeones Viuda Negra y Iceman. Después de recordar su lucha anterior con Hércules, Tifón obligó a Iron Man a atacar a Hércules. Cuando Iron Man atacó, Bestia logró liberarse y los héroes atacaron a Tifón. Pensando que Tifón sería derrotado nuevamente, Plutón teletransportó a Tifón de regreso al inframundo.
Mientras estaba en el Inframundo, Tifón recibió la visita de Loki (quien había hecho un trato con Plutón por el poder para derrotar a Hércules si Plutón derrota a Thor). Loki planea usar sus poderes para liberar a Tifón solo para ser atacado por algunas de las criaturas en el inframundo. Typhon acudió en ayuda de Loki y decide usar sus poderes para liberar a Tifón un Titan de cresta amarilla, Arges el Cíclope, a Harpías y Kottus el Hecatónquiro. Loki los envía para derrotar a Hércules. Juntas, las cinco criaturas atacaron y derrotaron a Hércules en la Tierra. Tifón vuelve a su acuerdo con Loki y planea usar a Hércules para atacar el Olimpo. Tifón usa el río Lete para robarle a Hércules sus recuerdos y convencerlo de que él era un aliado de Tifón. Cuando irrumpieron en el Olimpo, Tifón reclamó su hacha del Templo de Prometeo y envió a los olímpicos a la Tierra de las Sombras. Sin embargo, los compañeros vengadores de Hércules los siguieron y derrotaron a los aliados de Tifón cuando el Capitán América restauró los recuerdos de Hércules. Hércules sacó el hacha de Tifón de sus manos y restauró la Llama Prometiana devolviendo a los olímpicos al Olimpo. Tifón se negó a decirle a Zeus cómo escapó de Tartarus. Zeus luego hace que Kratos y Bia devuelvan a Tifón a Tartarus.
En la historia de Dark Reign, Tifón fue liberado del inframundo por Hera con la promesa de matar a algunos atletas olímpicos. Durante la Prueba de Zeus, actúa como uno de los jurados de 501 de los enemigos de Zeus. Participó en el ataque de Hera contra Hércules, Amadeus Cho y Atenea solo para que ambos grupos fueran atacados por los Vengadores Oscuros. Posteriormente, apareció como testigo en el juicio de Zeus en Hades, acusándolo de genocidio de la raza de monstruos de Tifón. Más tarde, se reveló que está sexualmente involucrado con Hera.
La diosa Atenea revela más tarde una visión de Tifón matando a Hércules. Cuando Hera pone en práctica su plan para destruir el universo existente y reemplazarlo por otro, destruyendo así a la humanidad, Tifón la ayuda, pero el renacido Zeus convence a Hera para que se detenga. Tifón luego reveló que las bandas destinadas a contener su poder ya no estaban operativas, y que él estaba en posesión del peto de égida, haciéndolo inmune al daño; así equipado, mató tanto a Zeus como a Hera, con la intención de causar la destrucción del universo, cumpliendo su misión original desde Gaia. Fue derrotado por Hércules en combate, a pesar de la armadura de Aegis, cuando Hércules usó una botella de agua de Lete para llevarse sus recuerdos, y su cuerpo fue probablemente destruido junto con Hércules y el resto del universo recién creado.

## Poderes y habilidades
Tifón es inmortal y tiene un factor de curación que lo hace inmune a las enfermedades terrenales. Posee fuerza sobrehumana, resistencia y resistencia a la mayoría de las lesiones de los dioses olímpicos. En la antigüedad, podía controlar las fuerzas disruptivas de los huracanes, tornados y algunos aspectos de las tormentas. Antes de su primera derrota a manos de Zeus, Tifón tuvo una apariencia más monstruosa con varios tentáculos en lugar de miembros y cien cabezas de dragón. Cuando Zeus fue enviado a la Tierra de las Sombras, recuperó algunas de estas características.
Tifón empuñó un hacha que estaba compuesta de metales olímpicos desconocidos. Después de que absorbió el poder de la Llama Promethean, tuvo la capacidad de disparar rayos de luz, invocar criaturas de la Tierra de las Sombras e incluso enviar a otras a la Tierra de las Sombras.